# Suore del Buon Soccorso di Nostra Signora Ausiliatrice
Le Suore del Buon Soccorso di Nostra Signora Ausiliatrice (in francese Sœurs du Bon Secours de Notre-Dame Auxiliatrice) sono un istituto religioso femminile di diritto pontificio.

## Storia
La congregazione fu fondata da dodici giovani donne nella chiesa di Saint-Sulpice a Parigi il 24 gennaio 1824 con l'approvazione dell'arcivescovo Hyacinthe-Louis de Quélen.
Le suore del Buon Soccorso ebbero un rapido sviluppo in Francia e furono presto in grado di aprire filiali in Inghilterra e Irlanda; nel 1881, su invito dell'arcivescovo James Gibbons, fondarono case anche a Baltimora.
L'istituto ricevette il pontificio decreto di lode nel 1875 e l'approvazione definitiva della Santa Sede nel 1933.
Tra il 1925 e il 1961, la Congregazione gestì il Bon Secours Mother and Baby Home a Tuam, Irlanda, dove si sospetta che i corpi di 796 bambini deceduti per malnutrizione e malattie siano stati sepolti in una cisterna fognaria. Un'indagine del 2014 e successivi scavi del 2017 hanno confermato la presenza di resti umani risalenti a quel periodo, sollevando gravi accuse riguardanti le pratiche di sepoltura e l'eventuale traffico di bambini. Non solo ma le accuse riguardanti anche gravidanze da parte di ragazze madri, praticate da persone professionalmente non attrezzate, provocarono un'alta mortalità natale. Si stima che tra il 1922 e il 1998 56mila donne e 57mila bambini siano stati rinchiusi in queste strutture gestite dalle suore.
Nel 2021 sono state presentate le scuse ufficiali da parte delle Suore di Buon Soccorso, promettendo risarcimenti e partecipazione a un programma di riconoscimento restaurativo.

## Attività e diffusione
Le suore si dedicano all'assistenza agli ammalati, anche a domicilio, e all'educazione della gioventù.
Oltre che in Francia, le suore sono presenti in Regno Unito, Irlanda, Stati Uniti d'America, Perù; la sede generalizia è a Parigi.
Alla fine del 2008 la congregazione contava 277 religiose in 64 case.